# (28729) Moivre
(28729) Moivre (2000 GF123) – planetoida z pasa głównego asteroid okrążająca Słońce w ciągu 3,36 lat w średniej odległości 2,24 j.a. Odkryta 11 kwietnia 2000 roku.